# اچ‌ام‌اس اردنت (۱۸۹۴)
اچ‌ام‌اس اردنت (۱۸۹۴) (به انگلیسی: HMS Ardent (1894)) یک کشتی بود که طول آن ۲۰۰ فوت (۶۱ متر) بود. این کشتی در سال ۱۸۹۴ ساخته شد.